# Brigitte Nielsen

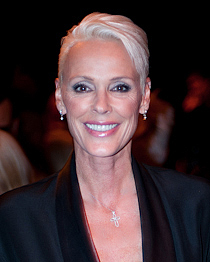
Brigitte Nielsen, 2010

Brigitte Nielsen (* 15. Juli 1963 als Gitte Nielsen in Rødovre) ist ein dänisches Model sowie Schauspielerin und Sängerin.
Sie wurde vor allem als Darstellerin in Actionfilmen bekannt, nachdem sie 1985 die Rolle der Titelheldin in Red Sonja gespielt hatte. Später war sie in zahlreichen B-Movies zu sehen, und seit Anfang der 2000er-Jahre nahm sie an mehreren Reality-TV-Shows teil.

## Karriere

### Als Model und Schauspielerin

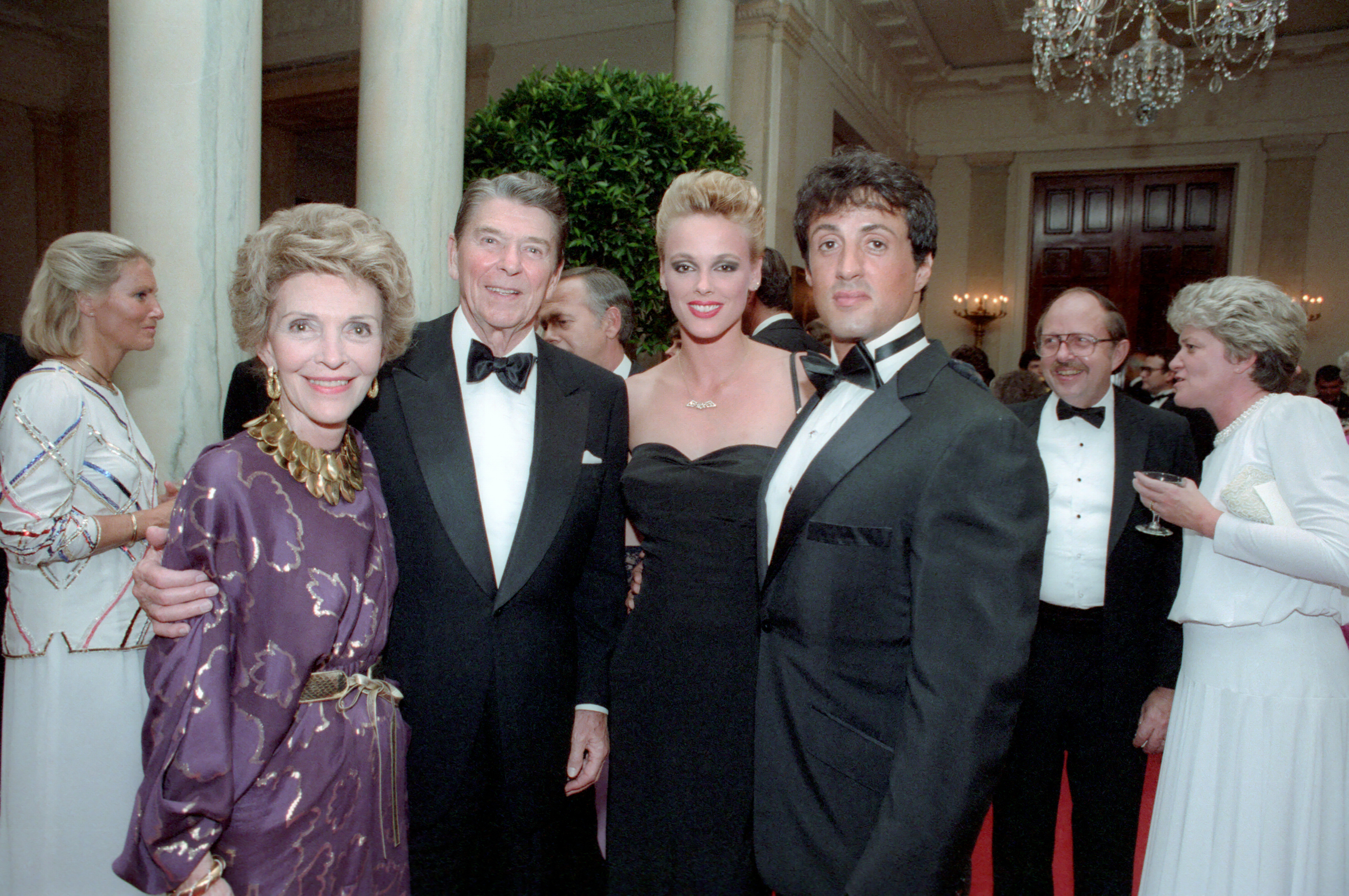
Nielsen mit Sylvester Stallone und dem US-Präsidentenpaar Nancy und Ronald Reagan, 1985

Brigitte Nielsen wurde 1963 in Rødovre als Tochter des Ingenieurs Svend Nielsen († 1999) und der Bibliothekarin Hanne Nielsen geboren. 1979 ging sie zunächst nach Frankreich und Italien, um dort Karriere als Model zu machen. Sie arbeitete unter anderem mit Designern wie Giorgio Armani, Gianni Versace und Gianfranco Ferré zusammen.
1985 wurde sie von dem italienischen Produzenten Dino De Laurentiis entdeckt und für den Film Red Sonja mit Arnold Schwarzenegger unter Vertrag genommen. Das Fantasy-Abenteuer, das sich an Schwarzeneggers Conan-Filmen orientierte, erhielt schlechte Kritiken und floppte an den amerikanischen Kinokassen. Kommerziell besser lief es noch im gleichen Jahr mit Rocky IV – Der Kampf des Jahrhunderts an der Seite von Sylvester Stallone. Der Boxfilm spielte an den amerikanischen Kinokassen über 125 Millionen und an den weltweiten über 300 Millionen Dollar ein und gilt als kommerziell erfolgreichster Teil der Filmreihe. Mit Stallone war sie zum Zeitpunkt der Dreharbeiten auch privat zusammen, die beiden heirateten Ende 1985.
Im darauffolgenden Jahr wurde Nielsen zunächst mit der Goldenen Himbeere als „schlechtester Newcomer des Jahres“ ausgezeichnet. Diesen Preis erhielt sie zu gleichen Teilen für ihre ersten beiden Filmrollen. Auch für ihre nächste Rolle in dem Actionfilm Die City-Cobra, erneut an der Seite Stallones, wurde Nielsen für den Negativpreis nominiert. Obwohl auch dieser Film hauptsächlich schlechte Kritiken erhielt, spielte er weltweit rund 160 Millionen Dollar ein. Ein ähnlich großer Erfolg wurde 1987 Beverly Hills Cop II, in dem Nielsen in einer Nebenrolle zu sehen ist. In Deutschland war ihre Popularität zu diesem Zeitpunkt so groß, dass die Leser der Zeitschrift Bravo sie hinter Kelly McGillis und Jennifer Grey mit dem Bronzenen Otto als Schauspielerin des Jahres auszeichneten. Zu ihrer Popularität trugen auch Angebote für Fotostrecken im Playboy bei. Zwischen 1986 und 1989 war Nielsen in fünf Ausgaben des Männermagazins zu sehen.
1987 arbeitete sie mit dem Fotografen Helmut Newton zusammen, der sie für das Magazin Vanity Fair ablichtete. Diese Aufnahme fand sich später auch in dem Bildband Sumo wieder, der als größter und teuerster Bildband des 20. Jahrhunderts gilt. Nachdem die Ehe mit Stallone für zahlreiche Schlagzeilen in der Regenbogenpresse gesorgt hatte, wurde das Paar im Juli 1987 geschieden. Eine Hauptrolle übernahm Nielsen 1988 in dem Film Domino sucht die Liebe. Die italienische Produktion floppte weltweit. Für ihre Leistung wurde sie zum bislang letzten Mal für die Goldene Himbeere nominiert.

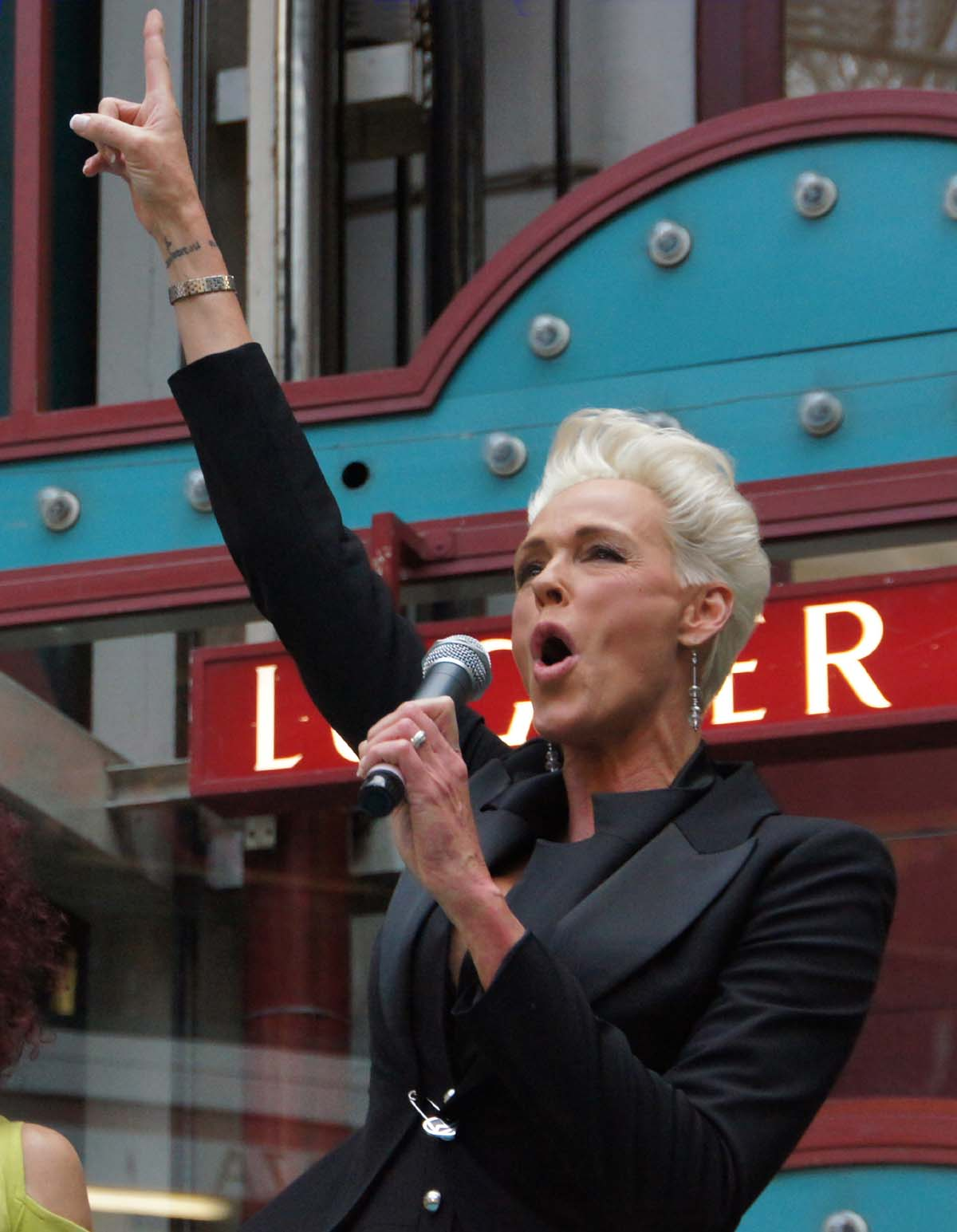
Brigitte Nielsen, 2012

Bis 2000 folgten fast jährlich weitere Auftritte in diversen Fernseh- und Videoproduktionen sowie einige Nebenrollen in Kinofilmen. „Über zweitklassige Actionfilme kam der männermordende Vamp nie hinaus“, schrieb der Stern über ihre Filmkarriere im Jahre 2008. Die Zeitschrift Filmdienst empfand beispielsweise den Frauengefängnisfilm Chained Heat 2 (1993) als „einen erbarmungswürdig schlechten Film“. Im Jahr 2000 spielte sie in Doomsdayer unter anderem an der Seite von Udo Kier, vom Filmdienst als „ein dreistes Medley aus bekannten Agenten- und Actionfilmen, in dem mittelmäßige Schauspieler wie seelenlose Schablonen agieren“ abgewertet.
Einer ihrer wenigen Erfolge war die Rolle der schwarzen Hexe in der fünfteiligen Film-Reihe Prinzessin Fantaghirò, die sie erstmals 1992 im zweiten Teil verkörperte. Bis 1996 blieb sie der aufwändigen italienischen Produktion treu und spielte an der Seite international bekannter Schauspieler wie Mario Adorf, Ursula Andress und Horst Buchholz.
Seit 2000 hat Nielsen vor allen Dingen durch zahlreiche Auftritte in Talk- und Entertainment-Shows auf sich aufmerksam gemacht. Zudem wurde sie eine begehrte Protagonistin für das Reality-TV. In den USA, Großbritannien, Dänemark, Italien und Deutschland vermarktete sie vor allen Dingen ihr Privatleben: Nach jahrelangen Drogen- und Alkoholproblemen machte Nielsen im Jahre 2008 innerhalb der ersten Staffel der VH1-Show Celebrity Rehab with Dr. Drew einen Entzug durch. Wenige Monate später unterzog sich Nielsen in der vierteiligen Doku-Soap Aus alt mach neu – Brigitte Nielsen in der Promi-Beauty-Klinik des deutschen Senders RTL diversen umfangreichen schönheitschirurgischen Eingriffen.

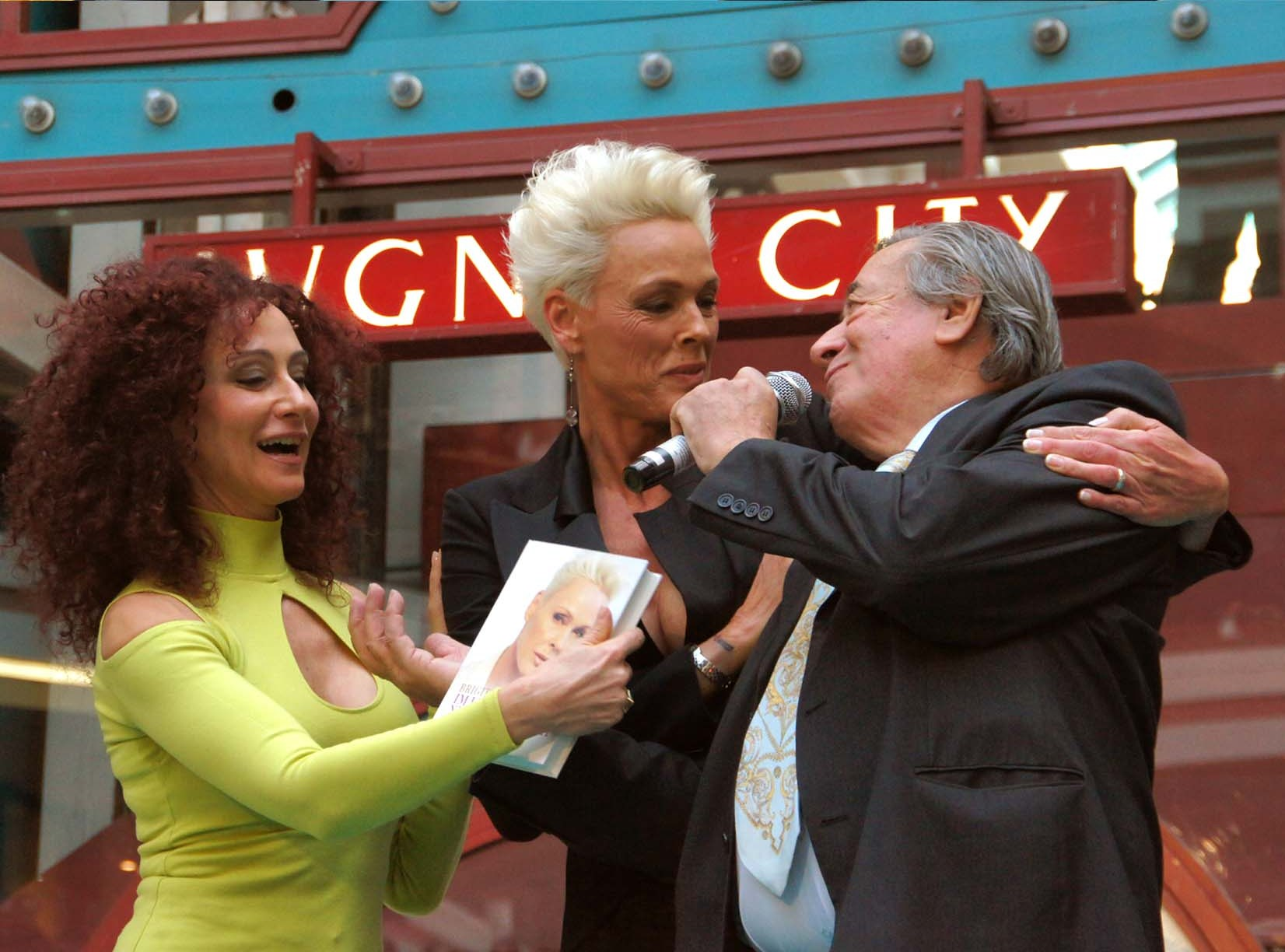
Brigitte Nielsen mit Christina und Richard Lugner, als deren Gast sie den Wiener Opernball 2012 besuchte.

 Des Weiteren nahm Nielsen 2008 an der Spielshow Die 100.000 Euro Show teil, wo sie gemeinsam mit André Dietz 85.000 € für wohltätige Zwecke gewinnen konnte. 2010 spielte sie eine Gastrolle in der ZDF-Serie SOKO Stuttgart und feierte damit ihr Debüt als deutschsprachige Schauspielerin.
Im Januar 2012 erschien Nielsens Autobiografie Im Leben wird dir nichts geschenkt, in der sie unter anderem einen Suizidversuch thematisiert. Die dänische Originalversion Du har kun ét liv (Du hast nur ein Leben) war bereits 2009 unter ihrem Geburtsnamen erschienen.
Das Erscheinungsdatum war gleichzeitig der Tag ihres Einzugs in die sechste Staffel der Reality-Show Ich bin ein Star – Holt mich hier raus!, in der sie von den Zuschauern zur Gewinnerin und „Dschungelkönigin 2012“ gewählt wurde. Für ihre Teilnahme erhielt Nielsen eine Gage in Höhe von 150.000 €, den bis dahin höchsten Betrag in der Geschichte der deutschen Version des Formats. An dieser Show nahm sie auch 2016 teil und erreichte den sechsten Platz. Als Antagonistin im US-Actionfilm Mercenaries kehrte Nielsen 2014 an der Seite von Vivica A. Fox und Zoë Bell auf die Kinoleinwand zurück.

### Als Sängerin
Parallel zu ihren Filmrollen startete Nielsen 1987 ihre Gesangskarriere: Sie unterschrieb einen Vertrag bei Teldec und veröffentlichte das Popalbum Every Body Tells a Story. Als Produzent wurde neben Marc Singer auch Christian De Walden verpflichtet, der zu dieser Zeit unter anderem mit Bonnie Bianco, Anne Murray oder Audrey Landers zusammenarbeitete. Obwohl sie den daraus als Single ausgekoppelten Titelsong auch bei Wetten, dass..? präsentierte, hatte weder die LP noch die Single Erfolg. Erst eine Zusammenarbeit mit Falco und Giorgio Moroder brachte ihr einen Hit in Deutschland und Österreich ein: Die Single Body Next to Body wurde Ende 1987 veröffentlicht, erreichte die Top-10 der österreichischen und Top-25 der deutschen Charts. 1991 unterschrieb Nielsen erneut einen Plattenvertrag und veröffentlichte zunächst in Italien das Album I Am the One...Nobody Else, eine weitere De-Walden-Produktion. Im Jahr darauf wurde die CD auch in Deutschland bei der Polydor veröffentlicht. Die Singles My Girl (My Guy) (Cover des Temptations- und Mary-Wells-Klassikers) und How Could You Let Me Go vermochten Nielsen nicht als Sängerin zu etablieren. Danach pausierte Nielsen, bevor sie kurz vor und im neuen Jahrtausend wieder mit De Walden ins Studio ging: 2000 und 2001 erschienen unter dem Pseudonym Gitta die House-Singles No More Turning Back, Tic Toc und Everybody's Turning Back (vs. Rozalla). 2002 folgte eine Zusammenarbeit mit der singenden Drag Queen RuPaul (You're No Lady).

## Privates
Zu Beginn ihrer Karriere als Model lernte sie ihren ersten Ehemann, den Musiker Kasper Winding, kennen, mit dem sie von 1983 bis 1984 verheiratet war und einen Sohn (* 1984) hat. Ihre medienträchtige Ehe mit dem Schauspieler Sylvester Stallone hielt von Dezember 1985 bis Juli 1987. Nach ihm war sie 1988 mit dem American-Football-Star Mark Gastineau liiert, mit dem sie 1989 einen Sohn bekam. Danach trat Nielsen noch drei weitere Male vor den Traualtar: Von 1990 bis 1992 war sie mit dem Fotografen Sebastian Copeland, dem Cousin von Orlando Bloom, verheiratet, von 1993 bis 2005 mit dem ehemaligen Rennfahrer Raoul Meyer-Ortolani, mit dem sie zwei Söhne hat (* 1993 und 1995). Seit Juli 2006 ist sie mit dem 15 Jahre jüngeren Barkeeper Mattia Dessi verheiratet. Nach Presseberichten brauchte die Vermählung zwei Anläufe: Das erste Jawort im Februar 2006 erwies sich als ungültig, da Nielsen noch mit Raoul Meyer-Ortolani verheiratet war. Im Juni 2018 bekam sie im Alter von 54 Jahren mit Dessi eine Tochter.
Darüber hinaus hatte Nielsen weitere, in den Medien weitläufig publizierte Beziehungen: Während der Dreharbeiten zu Red Sonja hatte sie eine kurze Liaison mit Arnold Schwarzenegger. Ihre Affäre mit dem Rapper Flavor Flav von Public Enemy war 2006 Teil seiner Reality-Show Flavor of Love.
2008 bekannte sich Nielsen öffentlich dazu, an Alkoholismus zu leiden, und nahm an der Reality-Sendung Celebrity Rehab teil. 2012 erlitt sie einen Rückfall. Nielsen spricht neben Dänisch auch Englisch, Italienisch, Deutsch, Schwedisch und Norwegisch.

## Filmografie

### Filme und Serien
- 1985: Red Sonja
- 1985: Rocky IV – Der Kampf des Jahrhunderts (Rocky IV)
- 1986: Die City-Cobra (Cobra)
- 1987: Beverly Hills Cop II
- 1988: Bye Bye Baby
- 1988: Domino sucht die Liebe (Domino)
- 1989: Tödliche Galaxie (Murder by Moonlight, Fernsehfilm)
- 1991: Prinzessin Fantaghirò
- 1992: The Double 0 Kid
- 1992: Astral Factor
- 1992: Martial Law III – Tödliches Komplott (Mission of Justice)
- 1992: Prinzessin Fantaghirò II
- 1993: Chained Heat 2 – Exzesse im Frauengefängnis (Chained Heat II)
- 1993: The Double 0 Kid
- 1993: Prinzessin Fantaghirò III
- 1994: Prinzessin Fantaghirò IV
- 1995: Galaxis – Terminal Force
- 1995: Unter Mordverdacht
- 1995: Codename: Silencer
- 1996: Unter Mordverdacht (Compelling Evidence)
- 1996: Snowboard Academy
- 1996: Prinzessin Fantaghirò V
- 1998: Paparazzi
- 1999: Auf dem Laufsteg ist die Hölle los (She’s Too Tall)
- 1999: She's Too Tall
- 2000: Watership Warrior – Überleben ist Alles (Hostile Environment)
- 2000: Doomsdayer
- 2008: The Hustle
- 2009: Nite Tales: The Series
- 2010: Big Money Rustlas
- 2010: The Hustle
- 2010: Big Money Rustlas
- 2011: SOKO Stuttgart (Gastrolle, Episode 2.20)
- 2011: Ronal der Barbar (Sprechrolle)
- 2012: Grindhouse 2wo
- 2012: Eldorado
- 2014: Raising Hope (Gastrolle, Episode 4.14)
- 2014: Mercenaries
- 2015: Portlandia
- 2017: Adi Shankar's Gods and Secrets
- 2018: Creed II – Rocky’s Legacy (Creed II)
- 2018: Trapped
- 2019: The Experience

### Fernseh-Shows
- 2003: The Salon
- 2003: Big Brother VIP
- 2004: La Talpa
- 2004: The Surreal Life 3
- 2005: Celebrity Big Brother 3
- 2005: Strange Love
- 2006: Flavor of Love
- 2007: The Surreal Life: Fame Games
- 2007: Voyage: Killing Brigitte Nielsen
- 2008: Celebrity Rehab with Dr. Drew
- 2008: Aus Alt mach Neu: Brigitte Nielsen in der Promi-Beauty-Klinik
- 2008: Die 100.000 Euro Show
- 2010: La Ferme Célébrités 3
- 2010/2012: Das perfekte Promi-Dinner
- 2010: Let’s Dance
- 2012: Ich bin ein Star – Holt mich hier raus!/Staffel 6
- 2012: Mein Mann kann
- 2014: Promi Shopping Queen
- 2015: Ich bin ein Star – Lasst mich wieder rein!
- 2016: Ich bin ein Star – Holt mich hier raus!/Staffel 10
- 2017: Wirt sucht Liebe
- 2018: Good Morning Britain
- 2018: Loose Woman
- 2019: The Talk
- 2022: Germany’s Next Topmodel

## Diskografie

### Alben
- 1987: Every Body Tells a Story
- 1991: I Am the One...Nobody Else
- 2008: Brigitte Nielsen (Wiederveröffentlichung der ersten beiden Alben, ohne den Song Shock Me Baby, feat. The Boomerang Gang)

### Singles
- 1987: Body Next to Body (als Falco meets Brigitte Nielsen)
- 1987: Every Body Tells a Story
- 1988: Maybe
- 1988: Siento
- 1988: It's a Strange Love
- 1990: Rockin' Like a Radio
- 1991: My Girl (My Guy)
- 1992: How Could You Let Me Go
- 2000: No More Turning Back (als Gitta)
- 2001: Tic Toc (als Gitta)
- 2002: You're No Lady (als Gitta feat. RuPaul)
- 2012: Misery (als Gitte Nielsen feat. Spleen United)

## Werke
- Im Leben wird dir nichts geschenkt. mvg Verlag, München 2012, ISBN 978-3-86882-270-0. (Autobiografie)